# Wahlkreis Neukölln 3
Der Wahlkreis Neukölln 3 ist ein Abgeordnetenhauswahlkreis in Berlin. Er gehört zum Wahlkreisverband Neukölln und umfasst den Ortsteil Neukölln außerhalb der Ringbahn sowie des Richardplatzes, außerdem ein Gebiet von Britz nördlich der Linie Tempelhofer Weg/Gradestraße/Blaschkoallee/Späthstraße/Neue Späthstraße bis zur Neuen Späthbrücke.

## Abgeordnetenhauswahl 2023
Bei der Wahl zum Abgeordnetenhaus von Berlin 2023 traten folgende Kandidaten an:
| Name                              | Partei           | Anteil der Erststimmen | Anteil der Zweitstimmen |
| --------------------------------- | ---------------- | ---------------------- | ----------------------- |
| Derya Çağlar                      | SPD              | 23,4 %                 | 20,0 %                  |
| Georg Kössler                     | Grüne            | 21,1 %                 | 22,8 %                  |
| Gabriele Köstner                  | CDU              | 21,0 %                 | 20,0 %                  |
| Moritz Wittler                    | Die Linke        | 18,9 %                 | 17,6 %                  |
| Marlies Becker                    | AfD              | 06,8 %                 | 06,5 %                  |
| Denise Krause                     | Tierschutzpartei | 03,5 %                 | 02,3 %                  |
| Sophia Bellmann                   | FDP              | 02,3 %                 | 02,5 %                  |
| Marco Holtz                       | Die PARTEI       | 02,3 %                 | 01,6 %                  |
| Birgit Diederichsen               | dieBasis         | 00,7 %                 | 00,4 %                  |
| –                                 | Team Todenhöfer  | –                      | 01,3 %                  |
| –                                 | Sonstige         | –                      | 05,0 %                  |
| Wahlberechtigte: 32.766 Einwohner |                  |                        |                         |
| Wahlbeteiligung: 49,3 %           |                  |                        |                         |

## Abgeordnetenhauswahl 2021
Bei der Wahl zum Abgeordnetenhaus von Berlin 2021 traten folgende Kandidaten an:
| Name                              | Partei           | Anteil der Erststimmen | Anteil der Zweitstimmen |
| --------------------------------- | ---------------- | ---------------------- | ----------------------- |
| Derya Çağlar                      | SPD              | 27,2 %                 | 25,6 %                  |
| Georg Kössler                     | Grüne            | 20,5 %                 | 19,8 %                  |
| Moritz Wittler                    | Die Linke        | 20,4 %                 | 19,2 %                  |
| Gabriele Köstner                  | CDU              | 12,6 %                 | 10,5 %                  |
| Marlies Becker                    | AfD              | 06,6 %                 | 05,9 %                  |
| Sophia Bellmann                   | FDP              | 04,5 %                 | 04,0 %                  |
| Denise Krause                     | Tierschutzpartei | 03,9 %                 | 02,1 %                  |
| Marco Holtz                       | Die PARTEI       | 02,7 %                 | 02,0 %                  |
| Birgit Diederichsen               | dieBasis         | 01,5 %                 | 00,9 %                  |
| –                                 | Team Todenhöfer  | –                      | 04,4 %                  |
| –                                 | Sonstige         | –                      | 05,6 %                  |
| Wahlberechtigte: 33.071 Einwohner |                  |                        |                         |
| Wahlbeteiligung: 63,6 %           |                  |                        |                         |

## Abgeordnetenhauswahl 2016
Bei der Wahl zum Abgeordnetenhaus von Berlin 2016 traten folgende Kandidaten an:
| Name                    | Partei           | Anteil der Erststimmen | Anteil der Zweitstimmen |
| ----------------------- | ---------------- | ---------------------- | ----------------------- |
| Joschka Langenbrinck    | SPD              | 27,3 %                 | 22,6 %                  |
| Georg Kössler           | Grüne            | 21,7 %                 | 22,5 %                  |
| Ruben Lehnert           | Die Linke        | 20,7 %                 | 21,8 %                  |
| Thomas de Vachrol       | CDU              | 09,0 %                 | 09,0 %                  |
| Hendrik Pauli           | AfD              | 08,7 %                 | 09,0 %                  |
| Marco Holtz             | Die PARTEI       | 04,7 %                 | 04,5 %                  |
| Victor Aoulzerat        | Piraten          | 02,8 %                 | 03,1 %                  |
| Martin Buch             | FDP              | 02,5 %                 | 03,0 %                  |
| Betül Bayrak            | Einzelbewerberin | 01,6 %                 | 0–                      |
| Jan Sturm               | NPD              | 00,6 %                 | 00,8 %                  |
| Martin Lejeune          | BIG              | 00,4 %                 | 0–                      |
| –                       | Tierschutzpartei | 0–                     | 01,8 %                  |
| –                       | Sonstige         | 0–                     | 01,9 %                  |
| Wahlberechtigte: 29.768 |                  |                        |                         |
| Wahlbeteiligung: 56,0 % |                  |                        |                         |

## Abgeordnetenhauswahl 2011
Bei der Wahl zum Abgeordnetenhaus von Berlin 2011 traten folgende Kandidaten an:
| Name                              | Partei           | Anteil der Erststimmen | Anteil der Zweitstimmen |
| --------------------------------- | ---------------- | ---------------------- | ----------------------- |
| Joschka Langenbrinck              | SPD              | 36,3 %                 | 31,6 %                  |
| Sabine Toepfer-Kataw              | CDU              | 25,1 %                 | 24,9 %                  |
| Bertil Wewer                      | Grüne            | 13,0 %                 | 14,2 %                  |
| Semih Kasap                       | Piraten          | 08,7 %                 | 09,1 %                  |
| May Blank                         | Die Linke        | 05,6 %                 | 05,9 %                  |
| Julian Beyer                      | NPD              | 03,8 %                 | 03,6 %                  |
| Yusuf Bayrak                      | BIG              | 03,4 %                 | 02,9 %                  |
| ?                                 | pro Deutschland  | 02,4 %                 | 01,7 %                  |
| Andreas Lück                      | FDP              | 01,7 %                 | 01,8 %                  |
| –                                 | Tierschutzpartei | –                      | 01,9 %                  |
| –                                 | Sonstige         | –                      | 02,4 %                  |
| Wahlberechtigte: 30.752 Einwohner |                  |                        |                         |
| Wahlbeteiligung: 49,1 %           |                  |                        |                         |

## Abgeordnetenhauswahl 2006
Bei der Wahl zum Abgeordnetenhaus von Berlin 2006 traten folgende Kandidaten an:
| Name                              | Partei     | Anteil der Erststimmen |
| --------------------------------- | ---------- | ---------------------- |
| Petra Hildebrandt                 | SPD        | 40,5 %                 |
| Friedbert Pflüger                 | CDU        | 33,0 %                 |
| Felicitas Kubala                  | Grüne      | 08,3 %                 |
| Andreas Lück                      | FDP        | 08,2 %                 |
| Heinz Schugowski                  | Die Linke  | 06,4 %                 |
| Katrin Thormeier                  | Die PARTEI | 03,6 %                 |
| Wahlberechtigte: 29.966 Einwohner |            |                        |
| Wahlbeteiligung: 50,2 %           |            |                        |

## Abgeordnetenhauswahl 2001
Bei der Wahl zum Abgeordnetenhaus von Berlin 2001 traten folgende Kandidaten an:
| Name                              | Partei | Anteil der Erststimmen |
| --------------------------------- | ------ | ---------------------- |
| Petra Hildebrandt                 | SPD    | 40,5 %                 |
| Sabine Toepfer-Kataw              | CDU    | 37,8 %                 |
| Florian Kluckert                  | FDP    | 10,4 %                 |
| Michael Anker                     | PDS    | 05,8 %                 |
| Gabriele Vonnekold                | Grüne  | 05,5 %                 |
| Wahlberechtigte: 31.157 Einwohner |        |                        |
| Wahlbeteiligung: 61,5 %           |        |                        |

## Abgeordnetenhauswahl 1999
Bei der Wahl zum Abgeordnetenhaus von Berlin 1999 traten folgende Kandidaten an:
| Name                              | Partei | Anteil der Erststimmen |
| --------------------------------- | ------ | ---------------------- |
| Sabine Toepfer-Kataw              | CDU    | 53,5 %                 |
| Petra Hildebrandt                 | SPD    | 30,4 %                 |
| Gabriele Vonnekold                | Grüne  | 05,7 %                 |
| Michael Anker                     | PDS    | 04,7 %                 |
| Wolfgang Rühlmann                 | Graue  | 04,1 %                 |
| Sebastian Kluckert                | FDP    | 01,8 %                 |
| Wahlberechtigte: 31.602 Einwohner |        |                        |
| Wahlbeteiligung: 58,5 %           |        |                        |

## Abgeordnetenhauswahl 1995
Der Bezirk Neukölln hatte bei der Abgeordnetenhauswahl 1995 anders als in den Folgejahren nicht sechs, sondern sieben Wahlkreise. Ein direkter Vergleich ist daher nicht möglich.

## Bisherige Abgeordnete
Direkt gewählte abgeordnete des Wahlkreises Neukölln 3 waren bis heute: 
| Jahr | Name                 | Partei | Anteil der Erststimmen |
| ---- | -------------------- | ------ | ---------------------- |
| 2023 | Derya Çağlar         | SPD    | 23,4 %                 |
| 2021 | Derya Çağlar         | SPD    | 27,2 %                 |
| 2016 | Joschka Langenbrinck | SPD    | 27,3 %                 |
| 2011 | Joschka Langenbrinck | SPD    | 36,3 %                 |
| 2006 | Petra Hildebrandt    | SPD    | 40,5 %                 |
| 2001 | Petra Hildebrandt    | SPD    | 40,5 %                 |
| 1999 | Sabine Toepfer-Kataw | CDU    | 53,5 %                 |